# Tour de France 1998

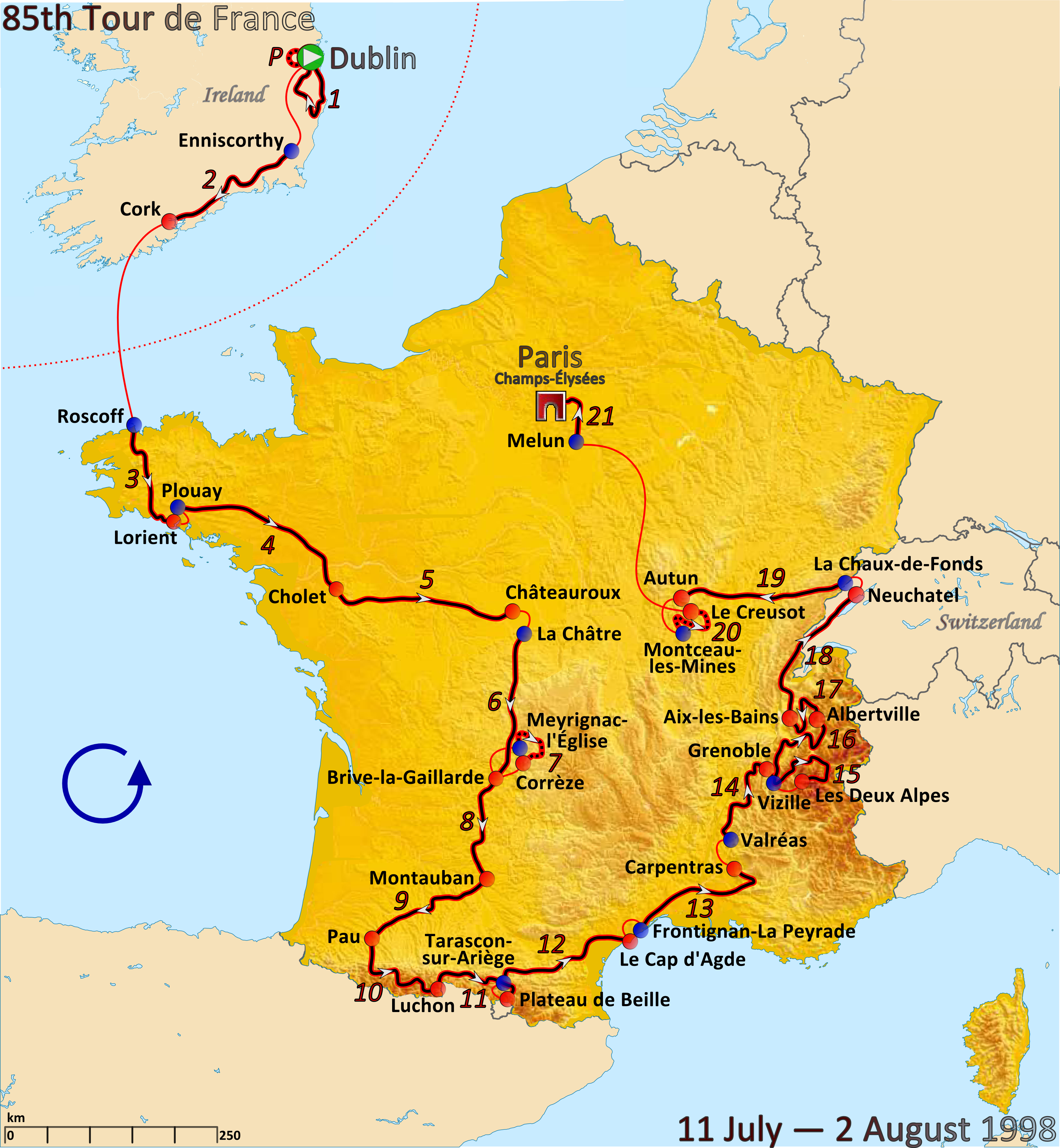
Överblick på etapperna under 1998 års Tour de France.

Tour de France 1998 var den 85:e upplagan av den klassiska cykeltävlingen Tour de France och cyklades mellan 11 juli och 2 augusti 1998 (starten sköts upp en vecka för att inte kollidera med fotbolls-VM som även hölls i Frankrike samma år. Tävlingen vanns av Marco Pantani. Speciellt med denna upplaga var att tävlingen startade på Irland, en inledande prolog och två linjeetapper kördes där.
På den 19:e etappen tog Magnus Bäckstedt Sveriges första och hittills enda etappseger i Tour de France.
Denna upplaga av Tour de France var en av de mer skandalomsusade upplagorna, mediafokus kretsade mestadels om dopning och om händelser omkring tävlingen.
Under tävlingen började Festinaskandalen nystas upp efter att fransk polis hade arresterat Festina-stallets massör Willy Voet. Anledningen var att Voet hade kört runt i Frankrike med flera dopningspreparat i bilen. Med anledning av arresteringen valde polisen att göra flera razzior på cyklisternas hotell. TVM-Farm Frites var ett av stallen där man hittade ytterligare dopningspreparat, stallet lade ned två år senare då de inte lyckades komma tillbaka efter dopningskandalen. Resten av cyklisterna protesterade mot behandlingen av dem och mot dopningsrazziorna genom att sätta sig ned vid starten på etapp 17 och resultatet på etappen blev ogiltigförklarad av den anledningen. Flera spanska stall åkte hem, däribland ONCE, för vilka den dåvarande franska mästaren Laurent Jalabert cyklade.

## Etapper
| Etapp    | Datum     | Start - Mål                        | Längd (km) | Etappsegrare          | Sammanlagt       |
| Prolog   | 11 juli   | Dublin (IRL)                       | 5,5 (ITT)  | Chris Boardman        | Chris Boardman   |
| Etapp 1  | 12 juli   | Dublin - Dublin                    | 180,5      | Tom Steels            | Chris Boardman   |
| Etapp 2  | 13 juli   | Enniscorthy (IRL) - Cork (IRL)     | 205,5      | Jan Svorada           | Erik Zabel       |
| Etapp 3  | 14 juli   | Roscoff - Lorient                  | 169        | Jens Heppner          | Bo Hamburger     |
| Etapp 4  | 15 juli   | Plouay - Cholet                    | 252        | Jeroen Blijlevens     | Stuart O'Grady   |
| Etapp 5  | 16 juli   | Cholet - Châteauroux               | 228,5      | Mario Cipollini       | Stuart O'Grady   |
| Etapp 6  | 17 juli   | La Châtre - Brive-la-Gaillarde     | 204,5      | Mario Cipollini       | Stuart O'Grady   |
| Etapp 7  | 18 juli   | Meyrignac-l'Eglise - Corrèze       | 58 (ITT)   | Jan Ullrich           | Jan Ullrich      |
| Etapp 8  | 19 juli   | Brive-la-Gaillarde - Montauban     | 190,5      | Jacky Durand          | Laurent Desbiens |
| Etapp 9  | 20 juli   | Montauban - Pau                    | 210        | Léon van Bon          | Laurent Desbiens |
| Etapp 10 | 21 juli   | Pau - Luchon                       | 196,5      | Rodolfo Massi         | Jan Ullrich      |
| Etapp 11 | 22 juli   | Luchon - Plateau de Beille         | 170        | Marco Pantani         | Jan Ullrich      |
| Etapp 12 | 24 juli   | Tarascon-sur-Ariège - Cap d'Agde   | 222        | Tom Steels            | Jan Ullrich      |
| Etapp 13 | 25 juli   | Frontignan-la-Peyrade - Carpentras | 196        | Daniele Nardello      | Jan Ullrich      |
| Etapp 14 | 26 juli   | Valreas - Grenoble                 | 186,5      | Stuart O'Grady        | Jan Ullrich      |
| Etapp 15 | 27 juli   | Grenoble - Les Deux Alpes          | 189        | Marco Pantani         | Marco Pantani    |
| Etapp 16 | 28 juli   | Vizille - Albertville              | 204        | Jan Ullrich           | Marco Pantani    |
| Etapp 17 | 29 juli   | Albertville - Aix-les-Bains        | 149        | etappen neutraliserad | Marco Pantani    |
| Etapp 18 | 30 juli   | Aix-les-Bains - Neuchâtel (SCH)    | 218,5      | Tom Steels            | Marco Pantani    |
| Etapp 19 | 31 juli   | La Chaux-de-Fonds (SCH) - Autun    | 242        | Magnus Bäckstedt      | Marco Pantani    |
| Etapp 20 | 1 augusti | Montceau-les-Mines - Le Creusot    | 52 (ITT)   | Jan Ullrich           | Marco Pantani    |
| Etapp 21 | 2 augusti | Melun - Paris                      | 147,5      | Tom Steels            | Marco Pantani    |

## Slutställning[2]
| Plats | Person             | Land          | Lag               | Tid      |
| 1     | Marco Pantani      | Italien       | Mercatone Uno     | 92.49.46 |
| 2     | Jan Ullrich        | Tyskland      | Deutsche Telekom  | 3.21     |
| 3     | Bobby Julich       | USA           | Cofidis           | 4.08     |
| 4     | Christophe Rinero  | Frankrike     | Cofidis           | 9.16     |
| 5     | Michael Boogerd    | Nederländerna | Rabobank          | 11.26    |
| 6     | Jean-Cyril Robin   | Frankrike     | US Postal Service | 14.57    |
| 7     | Roland Meier       | Schweiz       | Cofidis           | 15.13    |
| 8     | Daniele Nardello   | Italien       | Mapei             | 16.07    |
| 9     | Giuseppe di Grande | Italien       | Mapei             | 17.35    |
| 10    | Axel Merckx        | Belgien       | Polti             | 17.39    |

### Stall
| Stall                              | Land          | Stjärnorna                                                      |
| ---------------------------------- | ------------- | --------------------------------------------------------------- |
| Team Deutsche Telekom              | Tyskland      | Jan Ullrich, Erik Zabel                                         |
| Festina                            | Frankrike     | Richard Virenque, Laurent Dufaux, Christophe Moreau, Alex Zülle |
| Mercatone Uno                      | Italien       | Marco Pantani                                                   |
| Mapei-Bricobi                      | Italien       | Jan Svorada, Tom Steels, Daniele Nardello                       |
| ONCE-Deutsche Bank                 | Spanien       | Laurent Jalabert, Johan Bruyneel                                |
| Rabobank                           | Nederländerna | Michael Boogerd, Robbie McEwen                                  |
| Casino                             | Frankrike     | Alberto Elli, Jaan Kirsipuu                                     |
| Banesto                            | Spanien       | Abraham Olano, Manuel Beltran                                   |
| GAN                                | Frankrike     | Chris Boardman, Frédéric Moncassin                              |
| Lotto-Mobistar                     | Belgien       | Andrei Tchmil, Laurent Madouas                                  |
| TVM-Farm Frites                    | Nederländerna | Jeroen Blijlevens, Laurent Roux                                 |
| Saeco-Cannondale                   | Italien       | Mario Cipollini, Leonardo Piepoli                               |
| Française des Jeux                 | Frankrike     | Jevgenij Berzin                                                 |
| Cofidis                            | Frankrike     | Bobby Julich, Christophe Rinero, Roland Meier                   |
| Polti                              | Italien       | Luc Leblanc, Fabrizio Guidi                                     |
| Asics-CGA                          | Italien       | Filippo Simeoni                                                 |
| Vitalicio Seguros-Gruppo Generali  | Spanien       | Ángel Luis Casero                                               |
| Kelme-Costa Blanca-Eurosport       | Spanien       | Fernando Escartín                                               |
| US Postal Service Pro Cycling Team | USA           | Jean-Cyril Robin, George Hincapie                               |
| Riso Scotti-MG Maglificio          | Italien       | Fabio Baldato                                                   |
| BigMat-Auber 93                    | Frankrike     | Pascal Lino                                                     |